# Sperrpapier
Sperrpapier heißt im Frachtgeschäft ein Dokument, welches das Verfügungsrecht über das Frachtgut zunächst dem Absender (Befrachter) überlässt und nach Ablieferung durch den Frachtführer auf den Empfänger übergeht.

## Allgemeines
Im Transportwesen ist neben dem Transportrisiko und dem Gefahrübergang auch zu klären, wem zu welchem Zeitpunkt Besitz und Eigentum am Frachtgut zustehen. Nach Ablieferung durch den Absender/Befrachter (Verkäufer, Exporteur) beim Frachtführer/Verfrachter wird letzterer durch Übergabe Besitzer des Frachtguts, während das Eigentum beim Absender/Befrachter verbleibt. Das Sperrpapier soll nun klären, wann das Eigentum auf den Käufer/Importeur übergehen soll. 

## Rechtsfragen
Nach den Lieferungs- und Zahlungsbedingungen wird der Empfänger (Käufer, Importeur) bei Übernahme des Frachtguts am Löschplatz zunächst Besitzer oder auch Eigentümer. Denn nach Ankunft des Gutes am Löschplatz ist der Empfänger gemäß § 494 Abs. 1 HGB berechtigt, vom Verfrachter zu verlangen, ihm das Frachtgut gegen Erfüllung der Verpflichtungen aus dem Frachtvertrag abzuliefern. Der Empfänger kann durch Vorlage des Konnossements nach § 494 HGB in Verbindung mit den Allgemeinen Deutschen Spediteurbedingungen (ADSp) oder des Frachtbriefs die Herausgabe der Güter vom Verfrachter gegen Zahlung der Fracht und Aufwendungen bei „unfrei“ verlangen. Er hat einen einklagbaren Auslieferungsanspruch, wenn das Schiff im Bestimmungshafen angekommen ist.
Rechtsgrundlage der Sperrfunktion ist § 418 Abs. 2 HGB, wonach das Verfügungsrecht des Absenders nach Ankunft des Gutes an der Ablieferungsstelle erlischt und von diesem Zeitpunkt an dem Empfänger zusteht. Die Sperrfunktion ergibt sich daraus, dass der Absender nach Ablieferung nicht mehr über das Frachtgut verfügen darf und der Empfänger vor Ablieferung am Löschplatz noch kein Verfügungsrecht besitzt.